# Scarabaeoidea
Scarabaeoidea là một liên họ bọ cánh cứng duy nhất trong cận bộ Scarabaeiformia. Với khoảng 35.000 loài được xếp vào liên họ này và khoảng 200 loài mới được mô tả mỗi năm.

## Các họ
- Belohinidae
- Diphyllostomatidae
- Eremazidae
- Geotrupidae
- Glaphyridae
- Glaresidae
- Hybosoridae
- Lucanidae
- Ochodaeidae
- Passalidae
- Pleocomidae
- Scarabaeidae
- Trogidae
- †Alloioscarabaeidae
- †Lithoscarabaeidae
- †Paralucanidae
- †Passalopalpidae
- †Septiventeridae